# Sportverein Stuttgarter Kickers
Lo Sportverein Stuttgarter Kickers e.V. (ted. per club sportivo calciatori di Stoccarda), noto in Italia come Kickers Stoccarda, è una società calcistica tedesca di Stoccarda, Baden-Württemberg. Milita nella Regionalliga, la quarta divisione del calcio tedesco.
Oltre alla squadra calcistica sono presenti le sezioni di pallamano, atletica leggera, tennis tavolo, arbitro e tifosi.

## Storia
Il club viene fondato il 21 settembre 1899 con il nome di Fußballclub Stuttgarter Kickers; i soci decidono di abbandonare il rugby per praticare solo il calcio.
I Kickers cominciano presto a farsi notare: disputano infatti la finale nazionale del 1908 dove vengono però sconfitti dal Viktoria. Un altro buon risultato viene ottenuto cinque anni dopo, quando milita in squadra anche Eugen Kipp: in questo caso la corsa per il titolo si arresta però nei quarti.
Nel 1933 il Terzo Reich riorganizza il calcio tedesco creando sedici massime divisioni locali; il club viene così inserito in una di queste, la Gauliga Württemberg. Qui ottiene cinque vittorie anche se non molto lungo il cammino nella fase nazionale, che non va mai oltre il primo turno; c'è in rosa Edmund Conen.
Nel dopoguerra i Kickers giocano nell'Oberliga Süd, una delle cinque massime divisioni della Germania Ovest. Qui il club inizia classificandosi nella parte alta della graduatoria, ma viene però presto relegato in seconda divisione; in seguito, pur conquistando immediatamente la promozione, non lotta più per il titolo. Retrocede definitivamente nel 1960, tre anni prima della nascita della Bundesliga, e nel 1963 viene così inserito in una delle nuove seconde divisioni, la Regionalliga Süd. Ottiene in questo campionato ottiene alcuni buoni piazzamenti, che sono sufficienti per l'ammissione alla Zweite Bundesliga nel 1974. Se i primi campionati sono conclusi poco sopra la zona retrocessione, nel nuovo decennio le cose migliorano; da non dimenticare è l'approdo alla finale della DFB-Pokal 1986-1987, che viene però vinta dall'Amburgo.
La promozione è comunque dietro l'angolo: la squadra vince il campionato 1987-1988 ed accede così per la prima volta in Bundesliga. Viene subito retrocessa, tuttavia grazie alla vittoria dello spareggio promozione-retrocessione contro il St. Pauli nel 1991 disputa un'altra stagione in massima divisione. Anche stavolta il club torna immediatamente tra i cadetti, e addirittura dopo due anni si ritrova, seppur brevemente, al terzo livello, in Regionalliga.
Il Kickers gioca l'ultima stagione in Zweite Bundesliga nel 2000-2001, però l'anno precedente era stata ripescata. Rimane in terza divisione fino al 2008 quando debutta nella nuova 3. Liga, ma viene subito retrocesso; un nuovo ritorno in questo campionato si registra nel 2012.

## Allenatori e presidenti
Lista degli allenatori degli ultimi 30 anni.
- Horst Buhtz - 1983-1984
- Dieter Renner - 1984–1987
- Manfred Krafft - 1987-1990
- Rainer Zobel - 1990–1992
- Frieder Schömezler - 1992
- Rolf Schafstall - 1992-1993
- Lorenz-Günther Köstner - 1993-1994
- Günter Sebert - 1994
- Paul Sauter - 1994
- Wolfgang Wolf - 1994–1998
- Frieder Schömezler - 1998
- Paul Linz - 1998–1999
- Ralf Vollmer - 1999
- Michael Feichtenbeiner - 1999-2000
- Dragoslav Stepanović - 2000
- Hans-Jürgen Boysen - 2000
- Rainer Zobel - 2000-2001
- Marcus Sorg - 2001-2003
- Rainer Adrion - 2003
- Robin Dutt - 2003-2007
- Peter Zeidler - 2007
- Stefan Minkwitz - 2007-2008
- Edgar Schmitt - 2008-2009
- Rainer Kraft - 2009
- Dirk Schuster - 2009-2012
- Guido Buchwald - 2012
- Gerd Dais - 2013
- Massimo Morales - 2013
- Jürgen Hartmann - 2013
- Horst Steffen - 2013-2015
- Alfred Kaminski - 2015
- Tomislav Stipić - 2015-2016
- Alfred Kaminski - 2016
- Dieter Märkle - 2016
- Tomasz Kaczmarek - 2017
- Francisco Vaz - 2017-2018
- Yannick Dreyer - 2018
- Jürgen Seeberger - 2018
- Tobias Flitsch - 2018-2019
- Ramon Gehrmann - 2019-2021
- Mustafa Ünal - 2021-2024
- Marco Wildersinn - 2024-

## Palmarès

### Competizioni nazionali
- 2. Fußball-Bundesliga: 1

1987-1988
- Fußball-Regionalliga: 2

1995-1996 (Regionalliga Sud), 2011-2012 (Regionalliga Sud)

### Competizioni regionali
- Gauliga Wurttemberg: 5

1935-1936, 1938-1939, 1939-1940, 1940-1941, 1941-1942

### Competizioni internazionali
- Coppa Intertoto: 1

1981

### Competizioni giovanili
- Under-19 Bundesliga: 1

1978-1979
- DFB-Pokal der Junioren: 1

1989-1990

### Altri piazzamenti
- Campionato tedesco:

Secondo posto: 1907-1908
- 2. Fußball-Bundesliga:

Terzo posto: 1979-1980 (girone Sud), 1980-1981 (girone Sud), 1990-1991
- Gauliga Württemberg:

Secondo posto: 1933-1934, 1937-1938, 1943-1944
- Coppa di Germania:

Finalista: 1986-1987
Semifinalista: 1999-2000
- Trofeo Cappelli e Ferrania:

Semifinalista: 1934

## Organico

### Rosa 2024-2025
Rosa, numerazione e ruoli tratti dal sito ufficiale, aggiornati all'1 febbraio 2025.
| N. |                       | Ruolo | Calciatore            |
| -- | --------------------- | ----- | --------------------- |
| 1  | Germania (bandiera)   | P     | Felix Dornebusch      |
| 3  | Germania (bandiera)   | D     | David Kammerbauer     |
| 4  | Serbia (bandiera)     | D     | Milan Petrović        |
| 5  | Germania (bandiera)   | D     | Marcel Schmidts       |
| 6  | Germania (bandiera)   | C     | Vico Meien            |
| 7  | Montenegro (bandiera) | A     | Meris Skenderović     |
| 9  | Serbia (bandiera)     | C     | David Tomić           |
| 9  | Turchia (bandiera)    | C     | Sinan Tekerci         |
| 11 | Germania (bandiera)   | D     | Marian Riedinger      |
| 13 | Italia (bandiera)     | C     | Nevio Schembri        |
| 15 | Germania (bandiera)   | C     | Nico Blank (capitano) |
| 17 | Germania (bandiera)   | C     | Konrad Riehle         |
| 21 | Germania (bandiera)   | C     | Per Lockl             |

| N. |                     | Ruolo | Calciatore              |
| -- | ------------------- | ----- | ----------------------- |
| 22 | Germania (bandiera) | A     | David Braig             |
| 23 | Germania (bandiera) | D     | Nyamekye Awortwie-Grant |
| 24 | Brasile (bandiera)  | C     | Dennis de Sousa Oelsner |
| 25 | Germania (bandiera) | D     | Paul Polauke            |
| 28 | Germania (bandiera) | C     | Lukas Kiefer            |
| 29 | Germania (bandiera) | A     | David Stojak            |
| 30 | Germania (bandiera) | D     | Brian Behrendt          |
| 33 | Germania (bandiera) | P     | Louis Lord              |
| 35 | Germania (bandiera) | P     | Léon Neaimé             |
| 36 | Croazia (bandiera)  | D     | Mario Borac             |
| 37 | Germania (bandiera) | A     | Flamur Berisha          |
| 38 | Germania (bandiera) | C     | Christian Mauersberger  |
| 39 | Croazia (bandiera)  | P     | David Mitrović          |

### Staff tecnico
- Marco Wildersinn - Allenatore
- Dominik Lang - Vice-Allenatore
- Kerem Arslan - Vice-Allenatore
- Konstantin Konstantinidis - Preparatore atletico
- Denis Jerčić - Preparatore portieri
- Silas Buth - Fisioterapista